# Mutare
Mutare je četvrti po veličini grad Zimbabvea. Glavni je grad pokrajine Manicaland. Leži na 1120 mnm, na istočnoj visoravni, 8 km zapadno od granice s Mozambikom i oko 250 km jugoistočno od Hararea. Do 1982. zvao se Umtali.
Osnovan je 1897. kao utvrda vojske Cecila Rhodesa. Najbliža morska luka je mozambička Beira, udaljena 290 km te se Mutare ponekad naziva "zimbabveanskim prolazom do mora". Nalazi se na pruzi Harare-Beira. Ima privatnu zračnu luku, pilanu, tvornicu papira te industriju namještaja. U okolici se uzgajaju čaj, kava, žitarice, pamuk i duhan, a prerada tih proizvoda čini većinu industrije Mutarea. Turizam također igra važnu ulogu. U blizini grada je područje bogato dijamantima, poznato kao Marange ili Chiadzwa.
Mutare je 2002. imao 170.466 stanovnika i jedan je od najbrže rastućih gradova Zimbabvea. Većinu stanovništva čine pripadnici naroda Shona.

## Gradovi prijatelji
- Haarlem, Nizozemska
- Portland, SAD

## Vanjske poveznice
- Službena stranica (engl.)